# Сноубординг

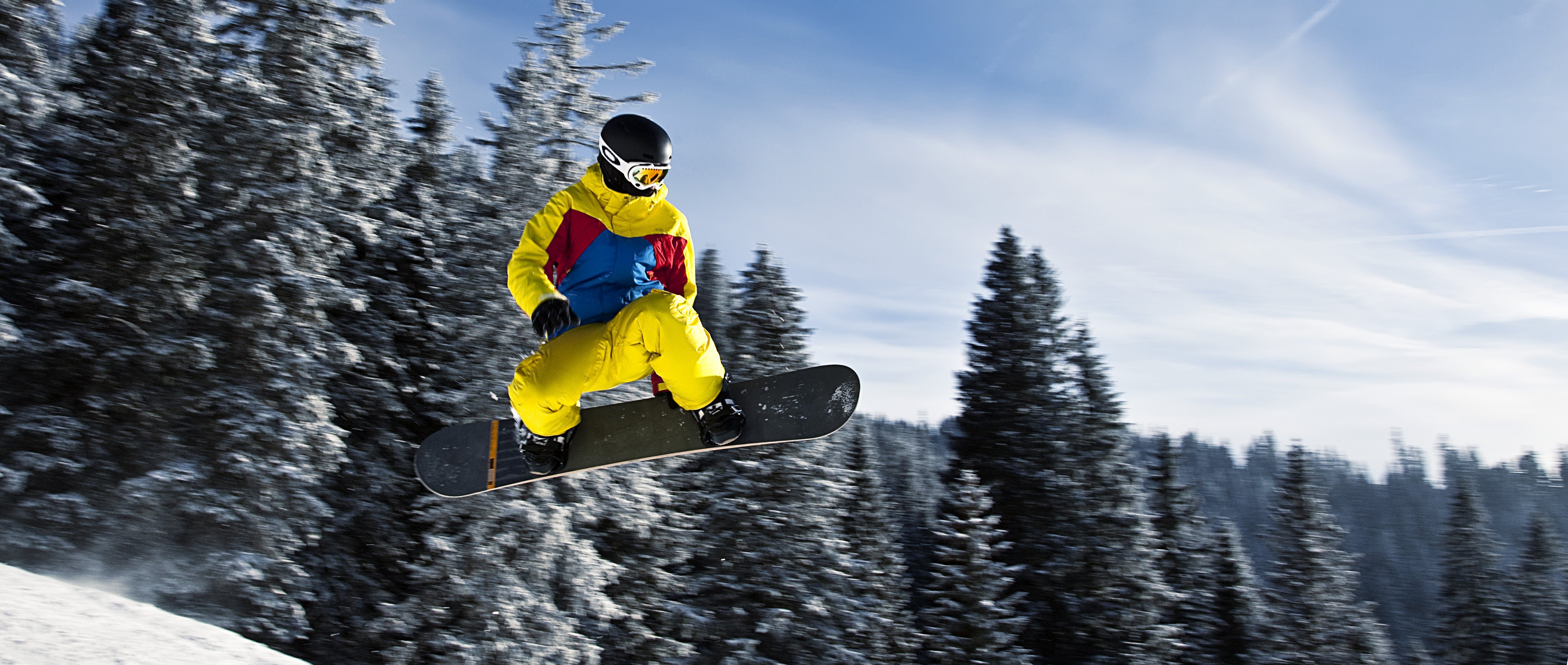
Сноубординг

Це стаття про вид спорту. Про спортивний снаряд див. Сноуборд
Сноубординг (англ. snowboarding) — олімпійський вид спорту, що полягає в спуску із засніжених схилів і гір на спеціальному снаряді — сноуборді. Спочатку сноубординг був винятково зимовим видом спорту, але згодом окремі екстремали освоїли його навіть влітку, катаючись на сноуборді на піщаних схилах (сендбординг). Оскільки, часто, катання на сноуборді проходить на непідготовлених схилах і на великих швидкостях, для захисту від травм використовується різноманітна екіпіровка — шоломи, захист суглобів, спини, рук.

## Різновиди сноубордингу
Сноубординг має декілька різновидів:
- Спортивний (Alpine snowboarding) — включає такі дисципліни: бордеркрос, слалом, паралельний слалом, слалом-гігант, паралельний слалом-гігант і супергігант.
- Фрірайд (Freeride) — вільний спуск по непідготовлених схилах, від досить пологих до найкрутіших.
- Фрістайл (Freestyle) — спуск по підготовленій трасі з виконанням стрибків і акробатичних трюків. Фрістайл включає ряд дисциплін, зокрема хаф-пайп (half-pipe), біг-ейр (big-air), слоуп-стайл (slope-style) і ін.
- Джибінг (англ. Jibbing)  — полягає в ковзанні (катанні) на сноуборді по різних фігурах з металу, пластику або дерева, що імітують різні елементи міської архітектури (перила, парапети і пандуси). Цей стиль не вимагає великої площі та кількості снігу для катання.

## Сноубординг в Україні
У 2006 році створено «Федерацію сноуборду України», яка є локальною складовою WSF (Всесвітня федерація сноуборду).
16 лютого 2016 на Зимових юнацьких Олімпійських іграх 2016 у командних змаганнях зі сноубордкросу змішана четвірка з українкою Дариною Кириченко у складі завоювала бронзові медалі.